# Oedicephalus longicornis
Oedicephalus longicornis är en stekelart som beskrevs av Cresson 1868. Oedicephalus longicornis ingår i släktet Oedicephalus och familjen brokparasitsteklar. Inga underarter finns listade i Catalogue of Life.